# Premi Emmy 1988
La cerimonia della 40ª edizione dei Primetime Emmy Awards (40th Primetime Emmy Awards) si è tenuta al Pasadena Civic Auditorium di Pasadena (California) il 28 agosto 1988.
La cerimonia fu presentata da John Forsythe e fu trasmessa dalla Fox.
I Creative Arts Emmy Awards furono consegnati il 27 agosto.

## Primetime Emmy Awards
Per le candidature, furono presi in considerazione i programmi trasmessi tra il 1º luglio 1987 e il 31 maggio 1988.

### Migliore serie televisiva drammatica
- Thirtysomething
- Avvocati a Los Angeles (L.A. Law)
- A cuore aperto (St. Elsewhere)
- La bella e la bestia (Beauty and the Beast)

### Migliore serie televisiva comica o commedia
- Blue Jeans (The Wonder Years)
- Cin-cin (Cheers)
- Cuori senza età (The Golden Girls)
- Frank's Place
- Giudice di notte (Night Court)

### Migliore miniserie televisiva
- L'assassinio di Mary Phagan (The Murder of Mary Phagan)
- Le avventure di Bailey (Rumpole of the Bailey)
- Baby M
- Lincoln
- Vip omicidi club (Billionaire Boys Club)

### Miglior speciale drammatico o commedia
- 1925: Processo alla scimmia (Inherit the Wind)
- The Attic: The Hiding of Anne Frank
- Foxfire
- La vera storia di Ann Jillian (The Ann Jillian Story)
- Volo 847 (The Taking of Flight 847: The Uli Derickson Story)

### Migliore attore in una serie drammatica
- Richard Kiley – Un anno nella vita (A Year in the Life)
- Corbin Bernsen – Avvocati a Los Angeles
- Ron Perlman – La bella e la bestia
- Michael Tucker – Avvocati a Los Angeles
- Edward Woodward – Un giustiziere a New York (The Equalizer)

### Migliore attore in una serie comica o commedia
- Michael J. Fox – Casa Keaton
- Dabney Coleman – The Slap Maxwell Story
- Ted Danson – Cin-cin
- Tim Reid – Frank's Place
- John Ritter – Hooperman

### Migliore attore in una miniserie o film per la televisione
- Jason Robards – 1925: processo alla scimmia
- Hume Cronyn – Foxfire
- Danny Glover – Mandela
- Stacy Keach – Hemingway
- Jack Lemmon – L'assassinio di Mary Phagan

### Migliore attrice in una serie drammatica
- Tyne Daly – New York New York
- Susan Dey – Avvocati a Los Angeles
- Jill Eikenberry – Avvocati a Los Angeles
- Sharon Gless – New York New York
- Angela Lansbury – La signora in giallo (Murder, She Wrote)

### Migliore attrice in una serie comica o commedia
- Beatrice Arthur – Cuori senza età
- Kirstie Allie – Cin-cin
- Blair Brown – The Days and Nights of Molly Dodd
- Rue McClanahan – Cuori senza età
- Betty White – Cuori senza età

### Migliore attrice in una miniserie o film per la televisione
- Jessica Tandy – Foxfire
- Ann Jiliian – La vera storia di Ann Jillian
- Mary Tyler Moore – The Attic: The Hiding of Anne Frank
- Mary Steenburgen – Lincoln
- JoBeth Williams – Baby M

### Migliore attore non protagonista in una serie drammatica
- Larry Drake – Avvocati a Los Angeles
- Ed Begley Jr. – A cuore aperto
- Timothy Busfield – Thirtysomething
- Alan Rachins – Avvocati a Los Angeles
- Jimmy Smits – Avvocati a Los Angeles

### Migliore attore non protagonista in una serie comica o commedia
- John Larroquette – Giudice di notte
- Kelsey Grammar – Cin-cin
- Woody Harrelson – Cin-cin
- Peter Scolari – Bravo Dick (Newhart)
- George Wendt – Cin-cin

### Migliore attore non protagonista in una miniserie o film per la televisione
- John Shea – Baby M
- Dabney Coleman – Baby M
- Anthony Quinn – Onassis, l'uomo più ricco del mondo (Onassis: The Richest Man in the World)
- Ron Silver – Vip omicidi club
- Bruce Weitz – Baby M

### Migliore attrice non protagonista in una serie drammatica
- Patricia Wettig – Thirtysomething
- Bonnie Bartlett – A cuore aperto
- Polly Draper – Thirtysomething
- Christina Pickles – A cuore aperto
- Susan Ruttan – Avvocati a Los Angeles

### Migliore attrice non protagonista in una serie comica o commedia
- Estelle Getty – Cuori senza età
- Justine Bateman – Casa Keaton
- Jackée Harry – 227
- Katherine Helmond – Casalingo Superpiù (Who's the Boss?)
- Rhea Perlman – Cin-cin

### Migliore attrice non protagonista in una miniserie o film per la televisione
- Jane Seymour – Onassis, l'uomo più ricco del mondo
- Stockard Channing – Echoes in the Darkness
- Ruby Dee – Lincoln
- Julie Harris – The Woman He Loved
- Lisa Jacobs – The Attic: The Hiding of Anne Frank

### Migliore regia per una serie drammatica
- A cuore aperto – Mark Tinker per l'episodio Weigh In, Way Out
- Avvocati a Los Angeles – Kim Firedman per l'episodio Handroll Express
- Avvocati a Los Angeles – Gregory Hoblit per l'episodio The Wizard of Odds
- Avvocati a Los Angeles – Win Phelps per l'episodio Full Marital Jacket
- Avvocati a Los Angeles – Sam Wiseman per l'episodio Beauty and Obese
- China Beach – Rod Holcomb per l'episodio pilota

### Migliore regia per una serie comica o commedia
- Hooperman – Gregory Hoblit per l'episodio pilota
- Cin-cin – James Burrows per l'episodio Backseat Becky, Up Front
- Cuori senza età – Terry Hughes per l'episodio Old Friends
- The Days and Nights of Molly Dodd – Jay Tarses per l'episodio Here Comes That Cold Wind Off the River
- It's Garry Shandling's Show – Alan Rafkin per l'episodio No Baby, No Show

### Migliore regia per una miniserie o film per la televisione
- Lincoln – Lamont Johnson
- The Attic: The Hiding of Anne Frank – John Erman
- Echoes in the Darkness – Glenn Jordan
- Vip omicidi club – Marvin J. Chomsky
- Volo 847 – Paul Wendkos

### Migliore sceneggiatura per una serie drammatica
- Thirtysomething – Paul Haggis, Marshall Herskovitz per l'episodio Business as Usual (aka Michael's Father's Death)
- A cuore aperto – Bruce Paltrow, Mark Tinker, Tom Fontana, John Tinker, Channing Gibson per l'episodio The Last One
- Avvocati a Los Angeles – Terry Louise Fisher, David E. Kelley per l'episodio Beauty and Obese
- Avvocati a Los Angeles – Terry Louise Fisher, David E. Kelley, Steven Bochco per l'episodio Full Marital Jacket
- La bella e la bestia – Ron Koslow per l'episodio pilota
- China Beach – John Sacret Young per l'episodio pilota

### Migliore sceneggiatura per una serie comica o commedia
- Frank's Place – Hugh Wilson per l'episodio The Bridge
- Blue Jeans – Carol Black, Neal Marlens per l'episodio pilota
- Cin-cin – Glen Charles, Les Charles per l'episodio Home is the Sailor
- Designing Women – Linda Bloodworth-Thomason per l'episodio Killing All the Right People
- It's Garry Shandling's Show – Tom Gammill, Max Pross, Sam Simon per l'episodio It's Garry and Angelica's Show
- It's Garry Shandling's Show – Garry Shandling, Alan Zweibel per l'episodio No Baby, No Show

### Migliore sceneggiatura per una miniserie o film per la televisione
- The Attic: The Hiding of Anne Frank – William Hanley
- L'assassinio di Mary Phagan – Jeffrey Lane, Larry McMurtry per la parte II
- Baby M – James Steven Sadwith
- Foxfire – Susan Cooper
- Vip omicidi club – Gy Waldron per la parte I

## Creative Arts Emmy Awards

### Migliore attore o attrice ospite in una serie drammatica
- Shirley Knight – Thirtysomething | Episodio: The Parents Are Coming
- Imogene Coca – Moonlighting | Episodio: Ritorno a casa
- Lainie Kazan – A cuore aperto | Episodio: The Abby Singer Show
- Gwen Verdon – Magnum, P.I. | Episodio: Krapfen caldi
- Alfre Woodard – A cuore aperto | Episodio: The Abby Singer Show

### Migliore attore o attrice ospite in una serie comica o commedia
- Beah Richards – Cin-cin | Episodio: Simon Says
- Herb Edelman – Cuori senza età | Episodio: The Audit
- Geraldine Fitzgerald – Cuori senza età | Episodio: Mother's Day
- Eileen Heckart – I Robinson | Episodio: Le pasticche della duchessa
- Gilda Radner – It's Garry Shandling's Show. | Episodio: Mr. Smith Goes to Nam